# والاس دسوزا
والاس دسوزا (به انگلیسی: Wallace de Souza) (زاده ۲۶ ژوئن ۱۹۸۷ در سائو پائولو) بازیکن تیم ملی والیبال برزیل و باشگاه ساداکروزیرو است.
دسوزا از سال ۲۰۰۹ به تیم ملی برزیل دعوت شد و با درخشش خود به همراه تیم ملی برزیل مدال نقره المپیک ۲۰۱۲ لندن و مدال طلا المپیک ریو ۲۰۱۶ را به دست آورد. نقره قهرمانی جهان ۲۰۱۴ نیز از دیگر دست‌آوردهای دسوزا است. دسوزا در المپیک ریو از ستاره‌های مسابقات بود و در پایان به عنوان بهترین قطر پاسور انتخاب شد.دسوزا در لیگ ملت های ۲۰۲۱ به عنوان با ارزش ترین بازیکن به صورت مشترک با بارتوش کورک انتخاب شد.او پس از بازی های المپیک ۲۰۲۰ توکیو از تیم ملی خداحافظی کرد.